# Phenjani metró
A phenjani (p'yŏngyangi) metró (hangul: 평양 지하철도, Phjongjang csihacsholdo, handzsa: 平壤 地下鐵道, RR: Pyeongyang jihacheoldo) az észak-koreai főváros, Phenjan 1973 szeptemberében megnyitott metrórendszere. A hálózat a város közlekedésének fontos részét képezi. Alagútjait eredetileg föld alatti katonai létesítmények összekapcsolására építették. Két vonala van, a Cshollima (Ch'ŏllima) és a Hjoksin (Hyŏksin). Állomásainak építészeti stílusa különleges, a világ legszebbjei közé tartozik. Vonalain a szerelvények hajnali 5 óra 30 perctől este 9 óra 30 percig közlekednek.
Bár Észak-Koreán kívül elég keveset lehet tudni a phenjani (p'yŏngyangi) metróról, az országba látogató turisták évekig csak két metróállomást, a Puhung (Puhŭng) és a Jonggvang (Yŏnggwang) állomásokat tekinthették meg. 2010-től ezen a korlátozáson enyhítettek, 2014-ben pedig a Cshollima (Ch'ŏllima) vonalon egy állomás kivételével feloldották.
A 2016-ban forgalomba állított új vonatokat Észak-Koreában gyártották. Bár léteznek tervek a hálózat kibővítésére, évtizedek óta csak tervezési fázisban vesztegel a fejlesztés. A phenjani (p'yŏngyangi) a világ legmélyebb metrója; az alagutak 120 méterrel vannak a földfelszín alatt.

## Hálózat
A phenjani metró két vonalból áll; az észak-déli Cshollima (Ch'ŏllima) (nevét egy mitológiai lóról, a cshollimáról (ch'ŏllimáról) kapta) és a kelet-nyugati Hjoksin (Hyŏksin) (magyarul „Újítás”) vonalból. A rendszer teljes hossza kb. 22,5 km, a Cshollima (Ch'ŏllima) 12, a Hjoksin (Hyŏksin) kb. 10 km hosszú.

## Állomások
A metrórendszer összesen 17 állomásból áll. A Kvangmjong (Kwangmyŏng) („Fényesség”) állomást 1995-ben lezárták, mivel összekapcsolták a Kumszuszan (Kŭmsusan) Emlékpalotával, és átalakították az örökös elnök mauzóleumává.
Az állomások közötti átlagos távolság 1500 méter, ugyanúgy mint Moszkvában, Londonban és Párizsban is. A megállók nevei az észak-koreai forradalommal kapcsolatosak, és egyedülállóan a világon, nem állnak kapcsolatban a földrajzi helyszínekkel (bár néhány esetben a közeli utcák, mint például a Jonggvang (Yŏnggwang), Kvangbok (Kwangbok), Hjoksin (Hyŏksin) az állomásokkal azonos neveket viselnek). A megállók falait a forradalommal kapcsolatos festmények díszítik.
| Állomás neve                               | Állomás neve                               | Állomás neve                               | Jelentése                                  | Itt található                                                                         | Megnyitás                                  |
| Koreaiul                                   | Handzsa (Hanja)                            | Magyar átírásban                           | Jelentése                                  | Itt található                                                                         | Megnyitás                                  |
| 1-es Cshollima (Chŏllima) vonal (천리마선) | 1-es Cshollima (Chŏllima) vonal (천리마선) | 1-es Cshollima (Chŏllima) vonal (천리마선) | 1-es Cshollima (Chŏllima) vonal (천리마선) | 1-es Cshollima (Chŏllima) vonal (천리마선)                                            | 1-es Cshollima (Chŏllima) vonal (천리마선) |
| ------------------------------------------ | ------------------------------------------ | ------------------------------------------ | ------------------------------------------ | ------------------------------------------------------------------------------------- | ------------------------------------------ |
| 붉은별                                     | —                                          | Pulgunbjol (Pulgŭnbyŏl)                    | Vörös csillag                              | Phenjani (P'yŏngyangi) 2. sz. Kórház                                                  | 1973. szeptember 6.                        |
| 전우                                       | 戰友                                       | Csonu (Chŏnu)                              | Bajtárs                                    | Átszállás a 2-es vonalra                                                              | 1973. szeptember 6.                        |
| 개선                                       | 凱旋                                       | Keszon (Kaesŏn)                            | Diadal                                     | Diadalív, Kim Ir Szen (Kim Il Sung) Stadion                                           | 1973. szeptember 6.                        |
| 모란봉                                     | 牡丹峰                                     | Moranbong                                  | Moranbong (Bazsarózsadomb)                 | Fiatalok parkja, Kim Ir Szen (Kim Il Sung) és Kim Dzsongil (Kim Jŏng-il) óriásszobrai | 1973. szeptember 6.                        |
| 승리                                       | 勝利                                       | Szungni (Sŭngni)                           | Győzelem                                   | Bevásárlóközpont                                                                      | 1973. szeptember 6.                        |
| 봉화                                       | 烽火                                       | Ponghva (Ponghwa)                          | Jelzőtűz                                   |                                                                                       | 1973. szeptember 6.                        |
| 영광                                       | 榮光                                       | Jonggvang (Yŏnggwang)                      | Dicsfény                                   | Phenjani (P'yŏngyangi) vasútállomás, Koryo Hotel                                      | 1987. április 4.                           |
| 부흥                                       | 復興                                       | Puhung (Puhŭng)                            | Újjáéledés                                 | Pjongcshon (P'yŏngch'ŏn) Hőerőmű                                                      | 1987. április 10.                          |
| 2-es Hjoksin (Hyŏksin) vonal (혁신선)      |                                            |                                            |                                            |                                                                                       |                                            |
| 광복                                       | 光復                                       | Kvangbok (Kwangbŏk)                        | Felszabadulás a japán megszállás alól      |                                                                                       | 1978. szeptember 9.                        |
| 건국                                       | 建國                                       | Konguk (Kŏn'guk)                           | Országépítés                               |                                                                                       | 1978. szeptember 9.                        |
| 황금벌                                     | 黃金-                                      | Hvanggumbol (Hwanggŭmbŏl)                  | Aranymezők                                 | 1978. szeptember 6.                                                                   |                                            |
| 건설                                       | 建設                                       | Konszol (Kŏnsŏl)                           | Építkezés                                  | 1978. szeptember 6.                                                                   |                                            |
| 혁신                                       | 革新                                       | Hjoksin (Hyŏksin)                          | Újítás                                     | 1975. szeptember 9.                                                                   |                                            |
| 전승                                       | 戰勝                                       | Csonszung (Chŏnsŭng)                       | Hódítás                                    | 1975. szeptember 9.                                                                   | Átszállás az 1-es vonalra                  |
| 삼흥                                       | 三興                                       | Szamhung (Samhŭng)                         | Három eredet                               | 1975. szeptember 9.                                                                   | Kim Ir Szen (Kim Il Sung) Egyetem          |
| 광명                                       | 光明                                       | Kvangmjong (Kwangmyŏng)                    | Fényesség                                  | 1975. szeptember 9.                                                                   | Kim Ir Szen (Kim Il Sung) Mauzóleum        |
| 락원                                       | 樂園                                       | Ragvon (Ragwŏn)                            | Édenkert                                   | 1975. szeptember 9.                                                                   | Phenjani Állatkert                         |

A Kvangmjong (Kwangmyŏng) állomást Kim Ir Szen (Kim Il Sung) tiszteletére 1995-ben örökre lezárták, és a területén alakították ki a mauzóleumát. A szerelvények azóta ezen az állomáson nem állnak meg.

## Építés
A phenjani metró teljes egészében mély föld alatti alagutakban található. Ezeket a Koreai Néphadsereg építette nagyrészt kétkezi munkával, sok rab segítségével.[forrás?] A projektet feltehetően Kim Dzsongil (Kim Jŏng-il) parancsára kezdték megvalósítani, aki 1966-os pekingi látogatása után szeretett volna a pekingi metróhoz hasonló rendszert építeni saját országában. Az építkezés a két vonalon 1968-ban kezdődött szovjet és kínai segítséggel. A Cshollima (Chŏllima) vonalat 1973. szeptember 6-án nyitották meg (az avatási ünnepséget szeptember 18-án tartották), a Mangjongde (Mangyŏngdae) vonalnak nevezett, Ponghva (Ponghwa) és Puhung (Puhŭng) állomások közti szakaszt 1987-ben adták át. A Hjoksin (Hyŏksin) vonalat 1975 októberében használhatták először az észak-koreaiak, a Hjoksin (Hyŏksin) és Kvangbok (Kwangbok) állomások közötti szakaszt pedig 1978 szeptemberében (néhány adat szerint az első szakasz csak a Kvangmjong (Kwangmyŏng) és Hvanggumbol (Hwanggŭmbŏl) megállók között volt, de később mind a két végén kibővítették).

## Katonai használat
A phenjani metrót egy terjedelmes alagutakból álló katonai rendszer részeként építették, és titkos vonalakat is tartalmaz. Az állomások mélyen a föld felszíne alatt fekszenek és többszörös (általában hármas) nehéz tolóajtókkal vannak felszerelve, amelyek közvetetten összekötik az alagutakat.[forrás?]

## Szerelvények
Az eredeti metrószerelvényeket, hivatalos nevükön a DK4-es modellt – bár a gyártási jelzésük DKJI, volt mint Kim Dzsongil (Kim Jong Il) nevének kezdőbetűi – Kínában gyártotta 1972-ben a Changchun Railway Vehicles, az a vállalat, amely a pekingi DK2-es és DK3-as metrószerelvényeket is készítette. Ezek egy részét 1998-ban eladták a pekingi metrónak, ahol a 13-as vonalon közlekednek.
1998 és 2016 között a Berlinből vásárolt szerelvények közlekedtek, vörös/krémszín festéssel. Ezekről minden reklámot eltávolítottak és az ország vezetőinek képei voltak találhatóak a kocsikban. 
A vásárolt típusok:
- GI típus („Gisela”), korábbi kelet-berlini szerelvények (1978 és 1982 között épültek).
- D típus („Dora”), korábbi nyugat-berlini szerelvények (1957 és 1965 között épültek).

A GI (Gisela) típusú, alacsonyabb és keskenyebb szelvényű metrókocsikat kivonták a földalatti forgalomból és átalakítás után helyi vasúti motorvonatként (HÉV-szerűen) üzemeltetik. A vasútra áttett szerelvények egy áramszedővel ellátott kocsiból és négy darab vontatott kocsiból állnak. Az áramszedővel ellátott kocsiban kapott helyet egy forgógépes (umformeres) áramátalakító, amely a 3kV-os vasúti felsővezetéki feszültséget a jármű működtetéséhez szükséges 750V-ra alakítja át.
2015. november 20-án tesztelték az új, sokkal korszerűbb hazai gyártású szerelvényeket, 2016 elején pedig forgalomba is állították őket. Az új szerelvények beltere hófehér, a kapaszkodók, ülések pedig rózsaszínűek. Továbbá minden szerelvény fel van szerelve monitorokkal, amelyek rendszeres tájékoztatást nyújtanak az aktuális időjárás, dátum és idő, páratartalom, hőmérséklet szempontjából.

## Képek
- D típusú szerelvény a Puhung (Puhŭng) állomáson
- Csúcsforgalom a Puhung (Puhŭng) metrómegállóban
- A Keszon (Kaesŏn) metróállomás
- A Pulgunbjol (Pulgŭnbyŏl) állomás épülete